# Vemerana
Republika Vemerany (angielski: Republic of Vemerana) – krótkotrwałe państwo nieuznawane na terenie dzisiejszego Vanuatu (Oceanii), istniejące kilkanaście tygodni w 1980 r. Vemerana obejmowała wyspy: Aoba, Espiritu Santo i Malakula i kilka innych mniejszych.

## Powstanie
28 maja 1980 roku, tuż przed formalnym uzyskaniem niepodległości przez Vanuatu, prymitywnie uzbrojeni zwolennicy Jimmy’ego Stevensa, przywódcy ruchu Nagriamel (odpowiedzialnego m.in. za nieudane ogłoszenie w 1975 r. niepodległości tych obszarów jako Federacji Na-Griamel) opanowali wyspę Espiritu Santo i ogłosili utworzenie niezależnej Republiki Vemerana. Rebelianci zajęli lotnisko, budynki administracji lokalnej i radiostację oraz uwięzili brytyjskiego komisarza i dwunastu jego konstabli. Zamieszki objęły również wyspę Tanna. Rewolta wspierana była przez francuskich plantatorów i amerykańską, prywatną organizację Phoenix Foundation. Premier Vanuatu Walter Lini z Vanua’aku Pati bezskutecznie zabiegał o interwencję Francji i Wielkiej Brytanii. Ostatecznie pod koniec sierpnia 1980 roku, rebelię stłumiły wojska Papui-Nowej Gwinei (tzw. wojna kokosowa).